# Solo contro il mondo
Solo contro il mondo (The Doolins of Oklahoma) è un film del 1949 diretto da Gordon Douglas.
Il film, che negli Stati Uniti è conosciuto anche con il titolo di Wild Bill Doolin, si ispira al personaggio di Bill Doolin, un fuorilegge che aveva fatto parte della banda dei fratelli Dalton.

## Trama
Alla morte dei Fratelli Dalton, Bill Doolin è l'unico membro della banda rimasto in vita ed è ricercato per omicidio per aver ucciso un uomo mentre fuggiva. Rimasto solo, dà vita alla banda dei Doolin, ma presto decide di provare a cambiar vita nascondedosi sotto falso nome; se non che, quando viene scoperto, si ritrova di nuovo a dover scappare.

## Produzione
Il film fu prodotto dalla Producers-Actors Corporation con i titoli di lavorazione $5,000 Reward e The Great Manhunt, Wild Bill Doolin. Le riprese durarono dall'11 ottobre all'8 novembre 1948

## Distribuzione
Distribuito dalla Columbia Pictures Corporation, uscì nelle sale cinematografiche USA il 27 maggio 1949. Nel 1950, venne distribuito in Finlandia (12 maggio, con il titolo Lännen rosvoritari), nella Germania Federale (19 dicembre), in Austria (come Banditen am Scheideweg) e in Cile (come Murió como los hombres). Uscì anche in Portogallo (23 marzo 1951) e in Giappone (17 aprile 1952).